# Urbano Rattazzi
Urbano Pio Francesco Rattazzi (phát âm tiếng Ý: [urˈbano ratˈtattsi]; 29 tháng 6 năm 1808  –  5 tháng 6 năm 1873) là chính khách người Ý, cùng với Bá tước Cavour, là một trong quốc phụ của nước Ý.